# Twelve Mile Road
Twelve Mile Road (Brasil: Um Caminho Para Dois ) é um filme para a televisão de 2003, do gênero drama, baseado no livro Mystery Ride por Robert Boswell. Foi dirigido e escrito para a televisão por Richard Friedenberg. A história se passa em Idaho, mas é filmado em Calgary, Canadá.

## Sinopse
Um agricultor divorciado Stephen Landis (Tom Selleck) vive uma vida normal com a namorada Leah (Anna Gunn) e sua filha, Roxanne (Tegan Moss) até que sua filha Dulcie (Maggie Grace) vem para uma visita de verão, depois de ter uma briga com sua mãe (Wendy Crewson). Durante o verão, Dulcie começa a curar os seus problemas com os pais e eles ficam juntos novamente.

## Elenco
| Ator            | Papel          |
| --------------- | -------------- |
| Tom Selleck     | Stephen Landis |
| Wendy Crewson   | Angela Landis  |
| Maggie Grace    | Dulcie Landis  |
| Anna Gunn       | Leah           |
| Tegan Moss      | Roxanne        |
| Patrick Flueger | Will Coffey    |

## Prêmios e indicações
| Ano  | Resultado | Prêmio             | Categoria/Recebeu                                                     |
| ---- | --------- | ------------------ | --------------------------------------------------------------------- |
| 2004 | Nomeação  | Young Artist Award | Melhor Jovem Artista Adulto em um Papel Adolescente - Patrick Flueger |
| 2004 | Nomeação  | Golden Reel Award  | Melhor Edição de Som em Televisão Long Form - Diálogo e ADR           |